# Баутин, Владимир Моисеевич
Влади́мир Моисе́евич Бау́тин (род. 27 мая 1948, посёлок Дальний Новокубанского района Краснодарского края) — российский экономист. Ректор Российского государственного аграрного университета — МСХА им. К. А. Тимирязева (2002—2013), с 2013 года — президент РГАУ-МСХА имени К. А. Тимирязева, доктор экономических наук, профессор, академик РАСХН (2012) и Российской академии наук (2013).

## Биография
Окончил Кубанский сельскохозяйственный институт (1972). Работал в Новокубанском районном комитете ВЛКСМ, затем в 1975—1982 гг. в аппарате ЦК ВЛКСМ. Получив в 1982 году степень кандидата экономических наук (диссертация «Совершенствование условий и содержания труда при переводе животноводства на индустриальную основу»), Баутин возглавил Управление кадров ВАСХНИЛ, в 1985 г. перешёл на работу во Всесоюзный НИИ информации и технико-экономических исследований агропромышленного комплекса, где заведовал научным отделом, был учёным секретарём, заместителем директора института по науке. В 1988—1998 гг. Баутин возглавлял Российский научно-исследовательский институт информации и технико-экономических исследований по инженерно-техническому обеспечению АПК (Росинформагротех). В 1992 г. им защищена докторская диссертация «Социально-экономические основы повышения эффективности информационного обеспечения АПК (на примере инженерно-технической службы)». В 1996 г. Баутин занял кафедру информационно-консультационного обеспечения сельского хозяйства в Российской инженерной академии менеджмента и агробизнеса. В 1998—2002 гг. Баутин — руководитель Департамента науки и технического прогресса Министерства сельского хозяйства Российской Федерации. В 2002—2013 гг. — ректор Российского Государственного аграрного университета — МСХА им. К. А. Тимирязева, с 2013 года — президент РГАУ-МСХА.

## Уголовное дело
01.04.2010 г. СКП возбудил уголовное дело в отношении В. Баутина, подозреваемого в превышении должностных полномочий (п. «в» ч.3 ст.286 УК РФ).
В 2003—2004 годах Университетом согласно Инвестконтракта с Правительством г. Москвы были построены для сотрудников два жилых дома исключительно на средства соинвесторов и хозрасчетных средств ВУЗа без копейки бюджетных средств. Эти жилые помещения (квартиры) были оформлены в установленном порядке в Регистрационной Палате г. Москвы свидетельства оперативного управления, а впоследствии, и свидетельства собственности РФ. Данные квартиры были предоставлены работающим сотрудникам Тимирязевки. Однако следствие посчитало, что эти квартиры были незаконно отчуждены из собственности Российской Федерации. Тем самым, был нанесен ущерб Государству на сумму более 100 млн рублей. Следствие длилось 6 лет и 9 месяцев. 23 декабря 2016 года 3 СО 1 СУ ГСУ СК РФ  на основании пункта 2 ч. 1 ст. 24 УПК РФ уголовное преследование по пункту "В" часть 3 ст. 286 УК РФ прекращено  в связи с отсутствием в действиях В. Баутина состава преступления.

## Награды, премии, почётные звания
- Заслуженный деятель науки Российской Федерации (6 июля 1999 года) — за заслуги в научной деятельности[1]
- Орден Дружбы (25 апреля 2003 года) — за достигнутые трудовые успехи и многолетнюю добросовестную работу[2]
- Орден Почёта (16 февраля 2007 года) — за достигнутые трудовые успехи и многолетнюю добросовестную работу[3]
- Медаль «За труды по сельскому хозяйству» (29 мая 2008 года) — за заслуги в развитии сельскохозяйственной науки и подготовке специалистов для агропромышленного комплекса[4]
- Премия Правительства Российской Федерации в области образования (24 декабря 2008 года) — за создание комплекта учебников, учебных пособий и монографий для подготовки высококвалифицированных специалистов по технологии производства продуктов животноводства в системе аграрного образования для образовательных учреждений высшего профессионального образования[5]
- Премия Правительства Российской Федерации в области науки и техники (28 октября 2015 года) — за разработку и внедрение нового направления в отечественной селекции по созданию импортозамещающего сортимента высокотехнологичных гибридов капустных культур и организации их промышленного семеноводства[6]
- Почётная грамота Кыргызской Республики (20 марта 2003 года, Кыргызстан) — за заслуги в развитии кыргызско-российского сотрудничества в области образования[7]
- Золотая медаль ВДНХ СССР (21 августа 1989 года)
- Большая памятная медаль ВДНХ СССР (27 сентября 1991 года)
- две медали «Лауреат ВВЦ» (13 октября 1999 года; 16 мая 2001 года)